# Стационе (Болцано)
Стационе је насеље у Италији у округу Болцано, региону Трентино-Јужни Тирол.
Према процени из 2011. у насељу је живело 788 становника. Насеље се налази на надморској висини од 948 м.